# 海洋交替单胞菌
海洋交替单胞菌（学名：Alteromonas marina）也称海交替单胞菌，是交替单胞菌属的下属物种。此物种是一种革兰氏阴性、需氧、过氧化氢酶阳性、氧化酶阳性、不形成孢子、运动性、中度嗜盐且嗜温的杆状细菌。此物种用单极鞭毛运动。此物种最早从韩国东海的海水中分离出来。